# Maison Bonnier, Sveavägen
La maison Bonnier (en suédois : Bonnierhuset) ou Moraset 22 anciennement maison Reinhold (en suédois : Reinholdska huset) est un édifice du quartier de Norrmalm à Stockholm en Suède,.

## Description
Bonnierhuset  est un bâtiment classé situé dans l'ilôt Moraset de la rue Sveavägen.
Le bâtiment a été construit entre 1882 et 1884 pour le confiseur August Reinhold, d'après les plans de l'architecte Fredrik Olaus Lindström. 
En 1921, la maison est rachetée par l'éditeur Albert Bonniers förlag. 
Le nom de la propriété est Moraset 22.

## Galerie

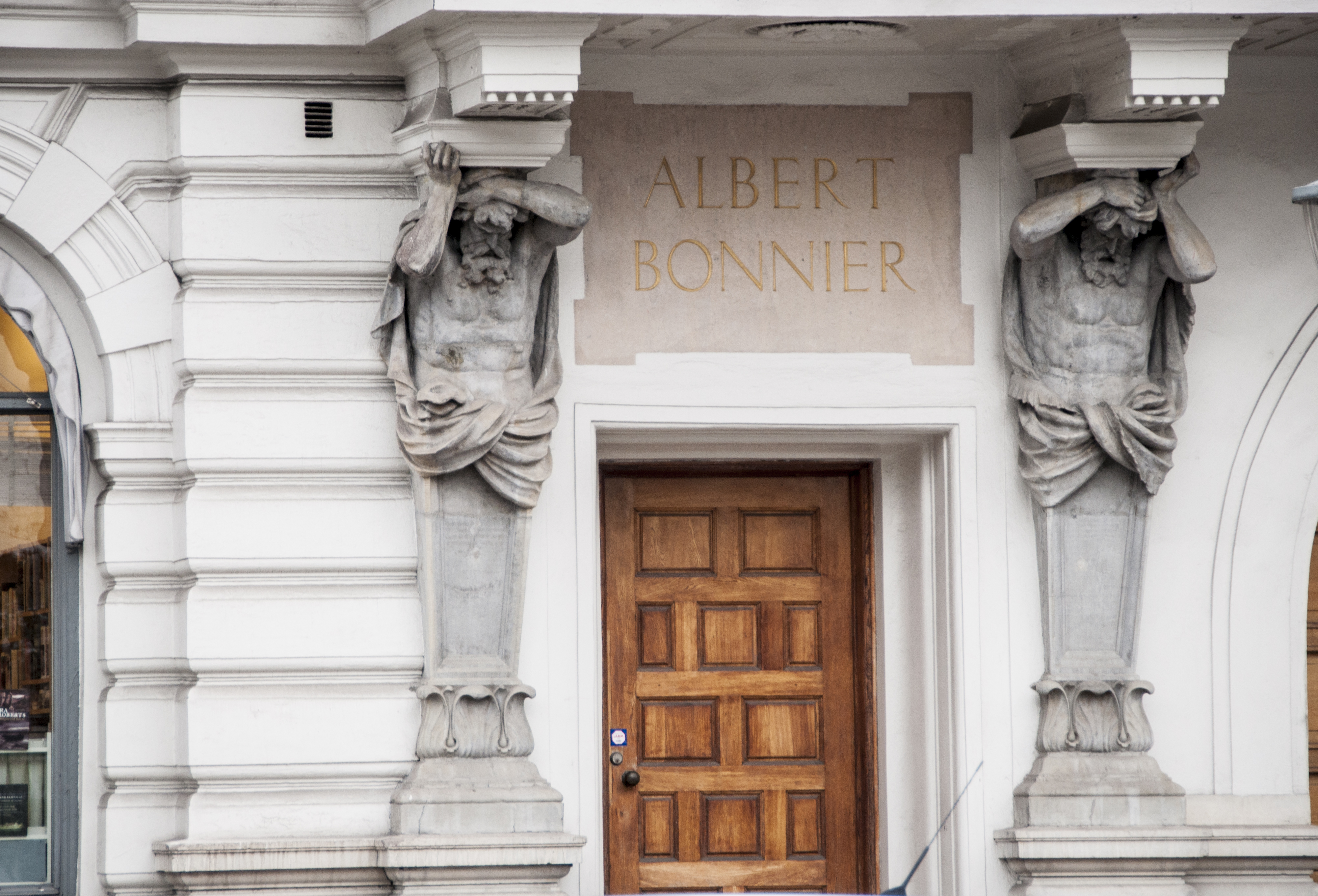
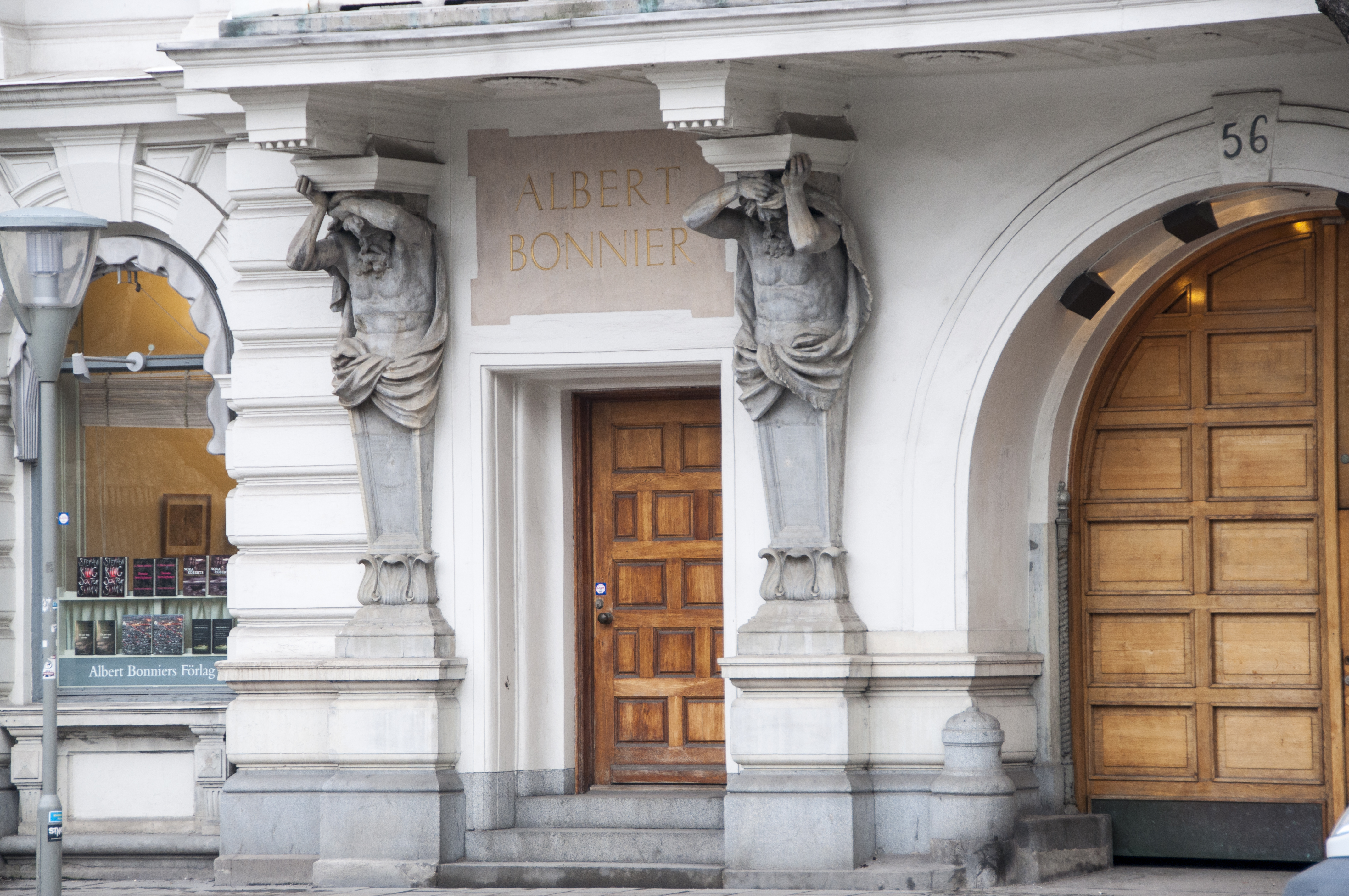